# Route nationale 4 (Madagaskar)

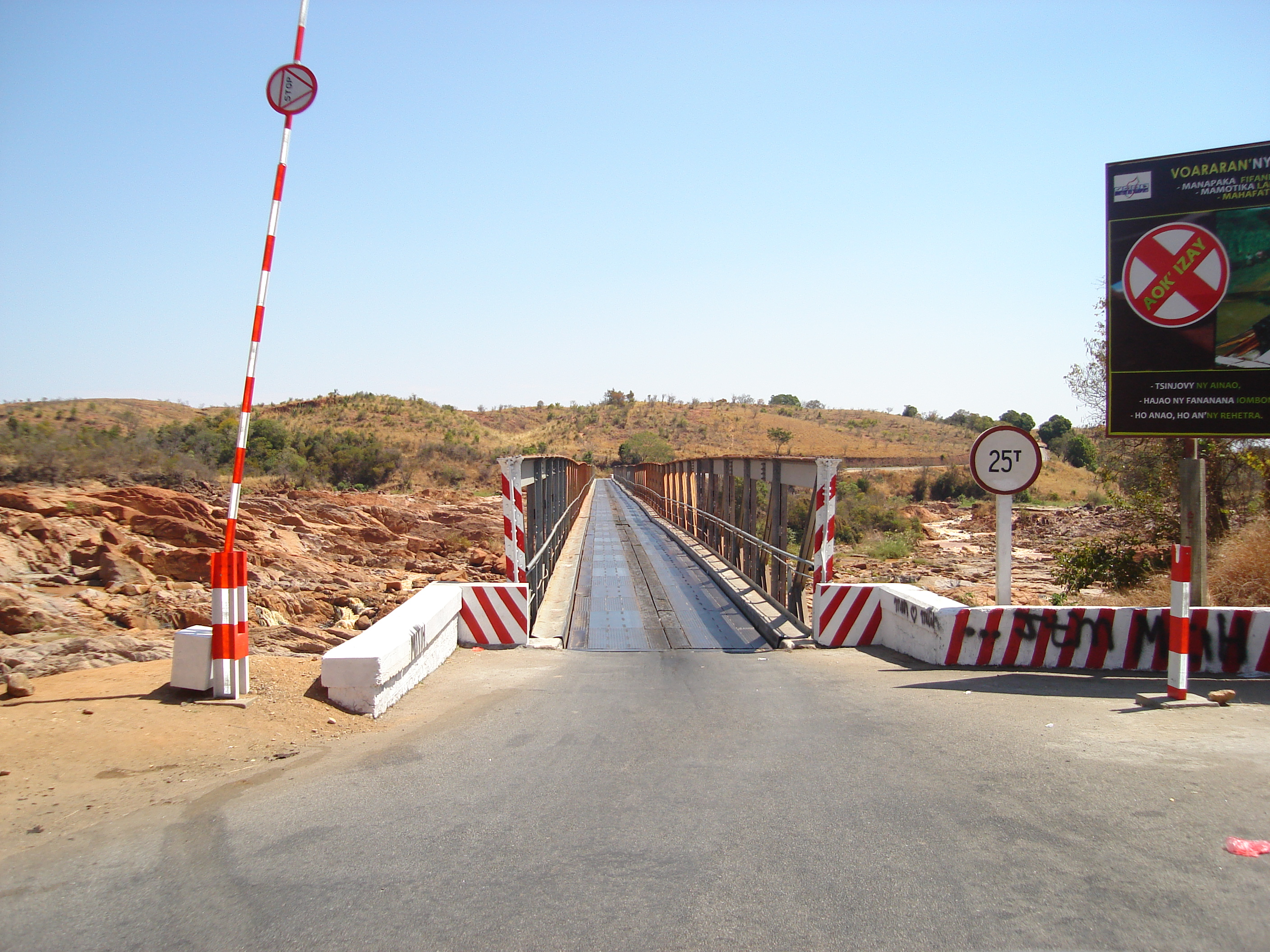
Pont de Betsiboka über den Betsiboka 22 km nördlich von Maevatanana

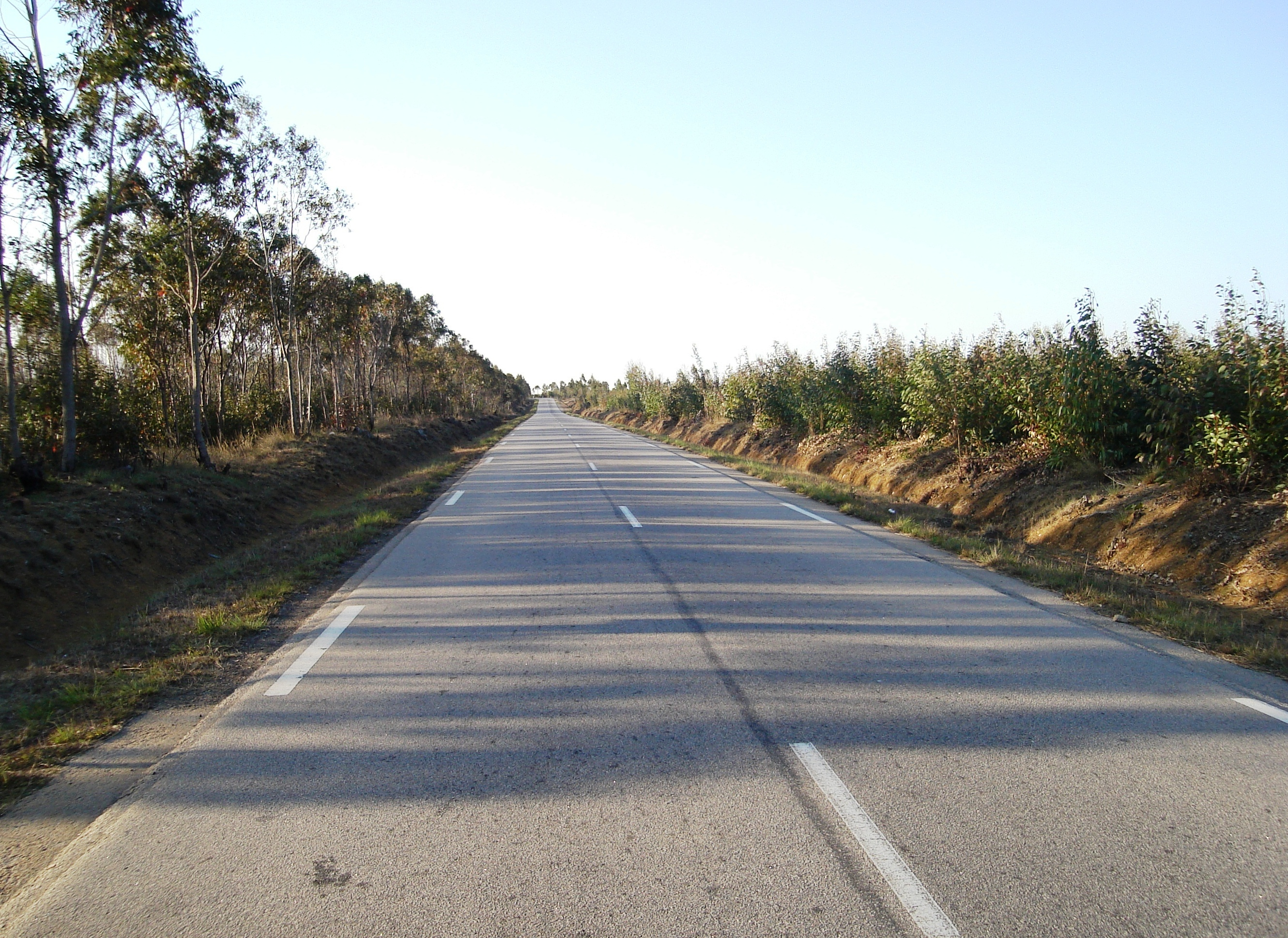
Die RN 4, 15 km nördlich von Ankazobe

Die Route nationale 4 (RN 4) ist eine 562 km lange asphaltierte Nationalstraße in Madagaskar. Sie verläuft von der Hauptstadt Antananarivo im Zentrum des Landes über Ankazobe und Maevatanana nach Mahajanga, einer Hafenstadt an der Nordwestküste.
In ihrem Zuge stehen zwei bedeutende Brücken: die Pont de Betsiboka und die Pont de la Kamoro.